# Blue Ghost M1
Blue Ghost M1 — американская лунная миссия по доставке посадочного модуля Blue Ghost на поверхность Луны. Запущена 15 января 2025 года. Миссия осуществлена в рамках программы CLPS. Успешная посадка на Луну состоялась 2 марта 2025. Стал первым аппаратом, созданным коммерческой компанией, совершившим полностью успешную посадку на Луну.

## Подготовка к полёту

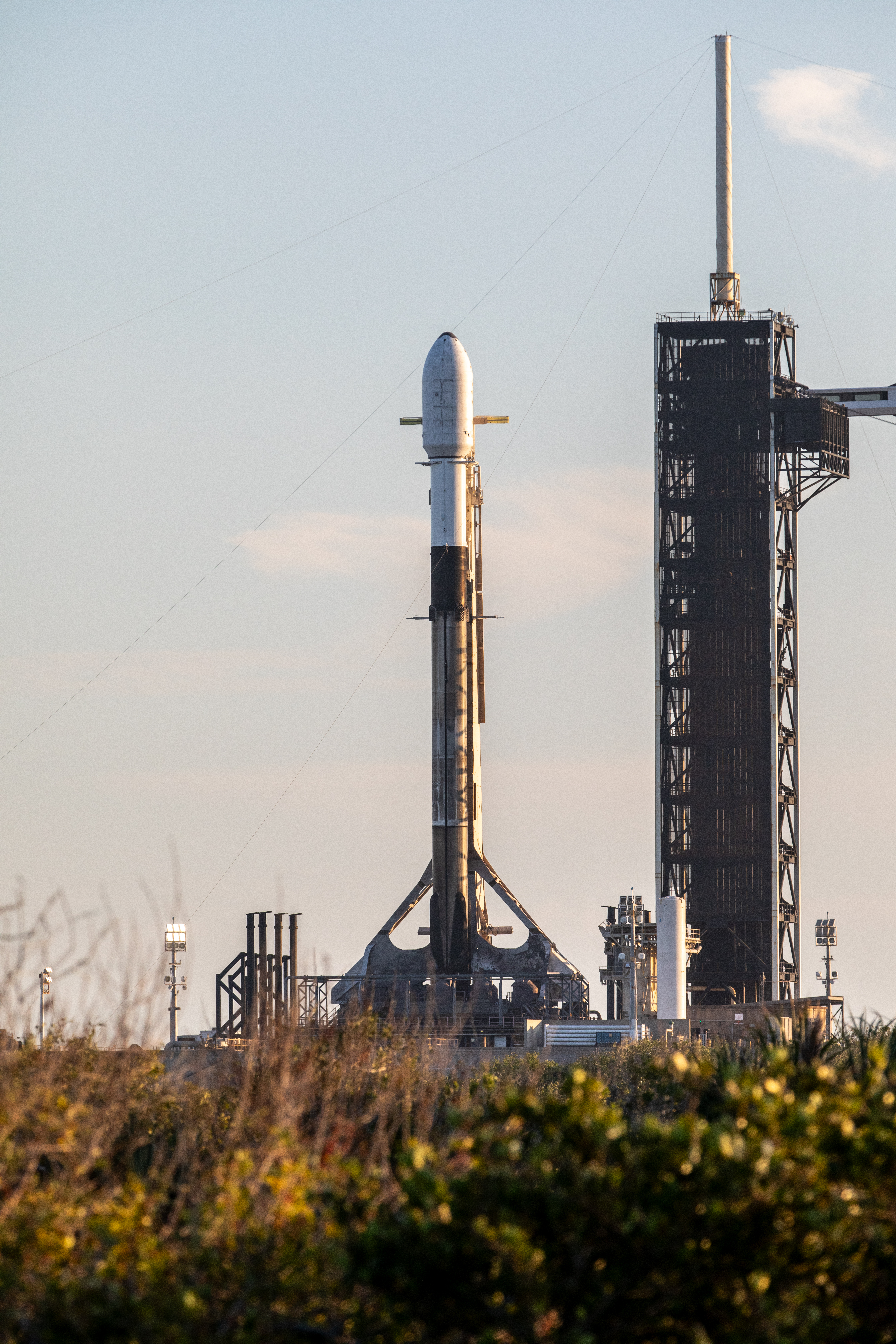
Ракета Falcon 9 вместе с аппаратом на стартовой площадке Космического центра им. Кеннеди

- 4 февраля 2021 НАСА выделило Firefly Aerospace 93,3 миллиона долларов для доставки десяти полезных нагрузок в море Кризисов на поверхности Луны[7].
- 4 октября 2023 Firefly Aerospace завершила сборку посадочного модуля и жидкостных систем для миссии[8].
- 26 августа 2024 Firefly завершила работу над модулем для миссии и отправила его в Лабораторию реактивного движения НАСА для испытаний[9].
- 25 ноября 2024 были завершены климатические испытания аппарата[10]. А также была объявлена новая дата запуска середина января 2025 года[2].
- 16 декабря 2024 аппарат был доставлен в космический центр Кеннеди[11].
- 23 декабря 2024 завершена зарядка аккумуляторов посадочного модуля[11].
- 8 января 2025 завершена заправка топливных баков, на следующий день был закреплен в крепление полезной нагрузки, а 10 января в обтекатель[11].
- 14 января 2025 ракета вместе с аппаратом была доставлена и развернута на стартовом столе[11].

## Полёт
План полёта включает маневрирование на околоземной орбите в течение 25 дней. После которого аппарат совершит четырёхдневный перелёт на окололунную орбиту на которой будет оставаться ещё 16 дней. Через 45 дней после старта планируется посадка с четырнадцатидневным сроком активного существования на Луне.
- Аппарат был запущен 15 января 2025 года ракетой-носителем Falcon 9 с площадки LC-39А Космического центра имени Кеннеди на мысе Канаверал, совместно с японским лунным посадочным аппаратом HAKUTO-R Misson 2[13][14][4][15][16]. После старта произошло успешное отделение от ракеты-носителя, выход на связь с аппаратом и проверка работоспособности систем. Включение RadPC. На следующий день Firefly подтвердила исправность всего научного оборудование и запустила LuGRE[11].
- 17 января 2025 года состоялась зарядка и подготовка к калибровочному запуску двигательной установки посадочного модуля. 18 января 2025 года Firefly заявили о первом успешном включении двигателей[11].
- 24 января 2025 года второе включение двигателей, поднятие орбиты аппарата[11].
- 8 февраля 2025 года, после успешного включения двигателей совершен переход на транслунную траекторию[11].
- 14 февраля 2025 года в 1:55 по UTC, после 255-секундного включения двигателей, совершен успешный переход на окололунную орбиту[17].

## Посадка и работа на поверхности
2 марта 2025  в 11:36 по МСК Blue Ghost M1 успешно сел на поверхность Луны. По плану миссия на поверхности должна продлится 14 земных дней, до наступления Лунной ночи.
14 марта 2025 года посадочный модуль Blue Ghost впервые в истории сделал снимки солнечного затмения, наблюдаемого с поверхности Луны. Кадры, полученные в районе лунного Моря Кризисов, запечатлели момент выхода Солнца из полной фазы затмения, когда Земля закрывала светило и отбрасывала тень на лунный ландшафт.
16 марта 2025 года вследствие наступления лунной ночи связь с аппаратом была потеряна, и на следующий день миссия была объявлена завершённой. В общей сложности работа на поверхности Луны продлилась около 14,5 дня (почти 346 часов), за это время станция передала на Землю более 119 гигабайт данных, все запланированные задачи и эксперименты были выполнены.

## Полезная нагрузка
| Название     | Описание | Агентство или Организация               |
| ------------ | --- | --------------------------------------- |
| LISTER       | Прибор предназначен для изучения тепловых потоков в приповерхностном слое реголита на глубине 2-3 м. | Blue Origin                             |
| LPV          | Lunar PlanetVac с помощью выброса сжатого газа будет собирать и просеивать образцы реголита для его последующего анализа. | Blue Origin                             |
| NGLR         | Отражатель лазерного луча, посылаемого с Земли, для точного определения расстояния между Землёй и Луной. | Мэрилендский университет                |
| RAC          | Эксперимент для проверки того, как реголит будет налипать на различные материалы при выдерживании их в лунных условиях в течение лунного дня. | Aegis Aerospace                         |
| RadPC        | Компьютер, способный восстанавливаться при сбоях, вызываемых ионозирующим излучением. Прототипы данного компьютера несколько раз отправлялись в космос, в частности на МКС. Планируется изучить способности устройства при проходе через радиационные пояса Земли. | Университет Монтаны                     |
| LMS          | LMS будет изучать структуру и состав мантии Луны с помощью измерения её электрического и магнитного полей. | Юго-Западный исследовательский институт |
| EDS          | Эксперимент по перемещению лунной пыли с помощью электрического поля для предовращения её опасных скоплений на поверхностях. | НАСА                                    |
| LEXI         | Эксперимент по получению снимков рентгеновского излучения, возникающего при взаимодействии солнечного ветра c магнитосферой Земли, для определения границ её магнитного поля.                                                                                      | НАСА                                    |
| SCALPSS      | Стереоскопическая фотограмметрическая камера для фиксации воздействия реактивной струи на реголит во время прилунения посадочного модуля. | НАСА                                    |
| GNSS (LuGRE) | Эксперимент по использованию глобальных спутниковых систем навигации, в частности GPS и Galileo, во время полёта к Луне, на орбите Луны и на её поверхности. | НАСА / ИКА                              |